# Erlassjahr
Das Erlassjahr (hebräisch שנת היובל shnat hajovel, deutsch ‚das Joveljahr‘, auch ‚Halljahr‘, ‚Jobeljahr‘, ‚Jubeljahr‘, ‚Freijahr‘ oder ‚Jahr der Freilassung‘) ist ein Gebot der Tora (Lev 25,8-55 ): Jedes 50. Jahr (nach dem siebten von sieben Sabbatjahren, also in dem Jahr nach jeweils 49 Jahren) sollten die Israeliten ihren untergebenen Volksangehörigen einen vollständigen Schuldenerlass gewähren, ihnen ihr Erbland zurückgeben (Bodenreform) und Schuldsklaverei aufheben.
Der Alternativbegriff Jubeljahr wurde seit 1300 für kirchliche Aufrufe zu einem Ablass-Jahr üblich, bei dem es um Sündenvergebung geht. Seit den 1990er Jahren beziehen sich viele entwicklungspolitische Nichtregierungsorganisationen auf den biblischen Begriff „Erlassjahr“, um eine umfassende Entschuldung für hochverschuldete Entwicklungsländer und eine Reform internationaler Insolvenzverfahren zwischen Staaten zu fordern. Das Bündnis Erlassjahr.de – Entwicklung braucht Entschuldung ist international tätig.

## Bezeichnungen
„Erlassjahr“ ist die in der Bibelwissenschaft übliche Bezeichnung für den Schuldenerlass, den die Tora für jedes dieser 50. Jahre gebietet. Schon im Tanach, der hebräischen Bibel (Lev 25,10; Ez 46,17), wurde dieses Jahr auch „Freijahr“ und „Jahr der Freilassung“ genannt, bezogen auf die ebenso gebotene Arbeitsruhe und Befreiung von Schuldsklaven. Die Bezeichnungen „Halljahr“, „Jobel“- und „Jubeljahr“ gehen auf das hebräische Wort jobel für den Widder zurück. Dessen Hörner wurden als Blasinstrument benutzt, die Lärmposaune (hebr. schofar), die bei gesamtisraelitischen religiösen Anlässen geblasen wurde. So wurde jobel auf das weithin schallende Blasen des Schofars bei der Eröffnungsfeier eines Erlassjahres am Versöhnungstag und dann auf dieses selbst (schenat hajobel) übertragen.
Die Bibelübersetzung Vulgata übertrug das hebräische Wort (schenat) hajobel lautmalerisch in das lateinische (annus) iubilaeus („Jahr des Freudenschalls“). Diese Bezeichnung verbreitete sich seit etwa 300 im Christentum. Seit dem Hochmittelalter verwendeten Päpste sie, um den Erlass von Kirchenstrafen auszurufen, später auch für besondere kirchliche Festjahre (Heiliges Jahr) zu verschiedenen Anlässen und Themen. Von dort stammt auch das Fremdwort Jubiläum. Die deutsche Bezeichnung Jubeljahr ist aus der lateinischen abgeleitet und findet sich auch in der Redewendung „alle Jubeljahre“ wieder.

## Altes Testament

### Tora
Die Tora wird als Offenbarung JHWHs, des Gottes Israels, der sich seinem Volk durch seine Befreiungstat im Auszug aus Ägypten vorgestellt habe, eingeführt (Ex 20,1 ff. ). Sie begründet die von ihr geforderte sozial gerechte Gesellschaftsordnung und viele konkrete Schutzrechte für mittellose Minderheiten als verbindliches Recht dieses befreienden Gottes.
Dieser Gotteserfahrung gemäß wurde das „gelobte Land“ als Geschenk betrachtet. Oberster Grundsatz des biblischen Boden- und Besitzrechts ist der Gottesspruch (Lev 25,23 ): „Mein ist das Land, und ihr seid Fremdlinge und Gäste bei ihm.“ Weil alle Erbgüter der Israeliten bloß von Gott „gepachtet“ seien, seien die vermeintlichen Landbesitzer nur „Fremde“ und „Gäste“ ebenso wie die von ihnen abhängigen Juden oder Nichtjuden. Damit begründet die Tora das Gebot des Erlassjahres (Lev 25,8-31 ):
Danach sollte alle Feldarbeit wie in einem Sabbatjahr während dieses ganzen Jahres ruhen. Jeder Israelit sollte sein von Gott, dem eigentlichen Bodenbesitzer, nur „gepachtetes“ Land zurückerhalten, sofern er es in Notlagen hatte veräußern müssen: sei es durch Rückkauf oder Rückgabe. In Schuldsklaverei gefallene Israeliten sollten (auch von nichtisraelitischen Herren) bedingungslos freigelassen werden. Verkaufte und verpfändete Grundstücke (Häuser in ummauerten Städten und dem Heiligtum gelobte Äcker ausgenommen) seien ohne Entschädigung aus fremden Händen wieder an den ursprünglichen Besitzer oder seine rechtmäßigen Erben zurückzugeben, und alle Schulden seien ihnen zu erlassen.
Diese Umverteilung des Bodenbesitzes sollte die von Gott gebotene Gleichheit aller Israeliten mindestens einmal pro Generation sozialökonomisch wiederherstellen, so verarmten, in Abhängigkeit geratenen Landlosen eine Zukunftsperspektive eröffnen, die Grundbesitzer zu ihrer Freilassung verpflichten und ihnen einen gemeinsamen Neuanfang gewähren. Menschliche Besitz- und Herrschaftsverhältnisse sind demnach nicht ewig, sondern müssen nach dem Willen des Gottes Israels regelmäßig zugunsten der Besitzlosen verändert werden. Das Erlassjahr sollte immer an Jom Kippur, dem 10. Tag des Tischri, beginnen und mit Posaunen im ganzen Land verkündigt werden.

### Prophetie
Ob dieses Toragebot vor und nach dem Babylonischen Exil (586–530 v. Chr.) tatsächlich befolgt wurde, ist ungewiss. Landaneignung durch den Königshof, wie ihn die Beispielgeschichte 1 Kön 21  schildert (Nabots Weinberg), die scharfe Sozialkritik an Großgrundbesitz und Schuldsklaverei bei Amos und Hosea (8. Jahrhundert v. Chr., Schriftpropheten) und nachexilische Heilszusagen wie Jes 61,1f , die die Erfüllung des Gebots Lev 25  vom künftigen Messias erwarten, sprechen dagegen.
Im Nordreich Israel und im Südreich Juda existierte eine Form von Latifundienwirtschaft: Der Königshof eignete sich frei gewordenes Erbland israelitischer bzw. judäischer Bauern an oder erzwang dessen Verkauf durch hohe Abgaben. Dagegen traten seit etwa 850 v. Chr. Propheten auf, die die Könige Israels und Judas an das Gottesrecht der Besitzlosen erinnerten (1 Kön 21 ; Am 2 ; Jer 34,8ff. ) und scharfe Gesellschaftskritik am Verhalten der Besitzenden übten (zum Beispiel Am 5,11f ):

„Darum, weil ihr die Armen unterdrückt und nehmt von ihnen hohe Abgaben an Korn, so sollt ihr in den Häusern nicht wohnen, die ihr von Quadersteinen gebaut habt. Denn ich kenne eure Freveltaten, die so viel sind, und eure Sünden, die so groß sind, weil ihr die Gerechten bedrängt und Bestechungsgeld nehmt und die Armen im Tor [wo Recht gesprochen wurde] unterdrückt.“

Die Verheißung einer gerechten Zukunft für die Unterdrückten und Bedrängten wird hier zur scharfen Anklage gegen die Unterdrücker; außenpolitische Niederlagen werden als zwangsläufige Folge innenpolitischer Korruption des Rechts durch die Besitzenden gedeutet. Diese prophetische Kritik zeigt, dass die herrschenden Schichten in beiden Teilreichen Israels das Gebot des Erlassjahres missachtet oder ohnehin nie befolgt hatten.
In der exilischen und nachexilischen Heilsprophetie (seit 586 v. Chr.) wurde die gerechte Umverteilung des Bodens, Aufhebung der Schuldsklaverei und damit der sozialen Gegensätze daraufhin fester Bestandteil der endzeitlichen Zukunftshoffnung. So verheißt Jes 61,1 , Gottes künftiger Messias werde ein Erlassjahr für die Armen ausrufen:

„Der Geist Gottes, des Herrn, ruht auf mir; denn der Herr hat mich gesalbt. Er hat mich gesandt, damit ich den Armen eine frohe Botschaft bringe und alle heile, deren Herz zerbrochen ist, damit ich den Gefangenen die Entlassung verkünde und den Gefesselten die Befreiung, damit ich ein Gnadenjahr des Herrn ausrufe...“

In Jes 65,21f  heißt es zudem:

„Sie werden Häuser bauen und selbst darin wohnen, sie werden Reben pflanzen und selbst ihre Früchte genießen. Sie bauen nicht, damit ein anderer in ihrem Haus wohnt, und sie pflanzen nicht, damit ein anderer die Früchte genießt.“

Das Toragebot des Erlassjahres blieb also trotz seiner weitgehenden historischen Nichtbefolgung als Hoffnung auf eine endzeitliche gerechte Gesellschaftsordnung ohne Ausbeutung, in der alle gemeinsam leben und arbeiten und die Früchte ihrer Arbeit genießen können, erhalten.

## Talmud
Im Talmud wurde das Gebot des Erlassjahres aus praktischen Gründen aufgehoben: Den Juden gehörte das Land Israel nicht mehr, auch das biblische Zinsverbot erwies sich im Römischen Reich als undurchführbar. Die Toraschutzrechte wurden in Form einer detaillierten Armenfürsorge unter dem Oberbegriff der Barmherzigkeit bewahrt.

## Neues Testament
Jesus von Nazaret eröffnet sein Auftreten laut Lk 4,18ff  in der Synagoge von Nazareth mit dem Zitat der Verheißung eines endzeitlichen Erlassjahres (Jes 61,1):

„Der Geist des Herrn ruht auf mir; denn der Herr hat mich gesalbt. Er hat mich gesandt, damit ich den Armen eine gute Nachricht bringe; damit ich den Gefangenen die Entlassung verkünde und den Blinden das Augenlicht; damit ich die Zerschlagenen in Freiheit setze und ein Gnadenjahr des Herrn ausrufe.“

Er kommentiert das Zitat mit dem einzigen Satz: „Heute hat sich das Schriftwort, das ihr eben gehört habt, erfüllt.“ Damit drückte er aus, dass sein Wirken das gebotene Erlassjahr endgültig verwirklichen werde, dieses vergessene Gebot also gültig geblieben sei. Der Text gilt in der neueren NT-Exegese als programmatische Zusammenfassung der Verkündigung Jesu und seiner Absicht, die Toragebote für die Armen und Benachteiligten zu erfüllen.
Dem entsprechen Jesu Seligpreisungen in der Bergpredigt (Mt 5,3-12 ): Sie sagen den Armen, Trauernden, Machtlosen und Verfolgten zu, dass ihnen das Reich Gottes schon gehöre und sie künftig auch die Erde (das Land, den Boden) besitzen werden. Aus einer akuten Hungersnot heraus erlaubt Jesus laut Mk 2,23-28  seinen Jüngern das Nahrungsammeln auf den bereits abgeernteten Feldern der Großgrundbesitzer und erklärt dies dann auf Nachfrage: Bei akuter Hungersnot sei diese Arbeit auch am Sabbat erlaubt, da das Sabbatgebot dem Wohl der Menschen zu dienen habe. Zur Begründung verweist Jesus auf biblische Beispiele für eine Gebotsübertretung aus einer Notlage heraus. Dies zeigt die soziale Bedingtheit der Toragebote und ihrer Auslegung. Einen Großgrundbesitzer, der Jesus fragte, wie er das ewige Leben erlangen könne, lud er nach Mk 10,21ff.  zur Aufgabe seines ganzen Besitzes zugunsten der Armen ein und erklärt diese Einladung seinen Jüngern als (nur selten oder gar nicht befolgte) Vorbedingung für den Eintritt Reicher in das Reich Gottes. Mit seinem überraschenden Besuch bei einem der damals verhassten und ausgegrenzten jüdischen Eintreiber römischer Steuern („Zöllner“) bewegte Jesus ihn, den Armen geraubtes Gut vierfach zu erstatten (Lk 19,8 ). Diese und weitere Texte aus der Jesusbewegung zeigen gezielte Übertretungen einzelner Toragebote, um die Sinnrichtung der ganzen Tora aufzudecken.
An diese Jesusüberlieferung knüpfte die Gütergemeinschaft der Jerusalemer Urgemeinde an, die Apg 2,44  beschreibt: „Alle, die gläubig geworden waren, waren beieinander und besaßen alle Dinge gemeinsam.“ Apg 4,32-37  bekräftigt, dass die Gütergemeinschaft dafür sorgt, dass kein Gemeindeglied mehr Mangel litt: Das spielt auf Dtn 15,4  an, wo das Überwinden der Armut als Ziel des Sabbatjahrs, das dem Erlassjahr zugrunde liegt, genannt wird. Die von der Gütergemeinschaft bestimmte Urgemeinde erreichte laut Apg 11,27-30  einen Lastenausgleich zwischen reichen und armen Gemeinden, der die im Pfingstwunder offenbarte Aufgabe der Gesamtkirche verwirklicht: die endzeitliche Einheit aller Menschen im Reich Gottes (den Shalom bzw. den Völkerfrieden, das endgültige Erlassjahr) vorwegzunehmen und anzubahnen.

## Einzelbelege
1. ↑  Gerhard Maier, Fritz Rienecker: Lexikon zur Bibel: Mehr als 6000 Stichworte zu Personen, Geschichte, Archäologie und Geographie der Bibel. Scm R. Brockhaus, 2010, ISBN 3-417-24678-4, S. 417; Donald Guthrie, J. Alec Motyer: Kommentar zur Bibel: AT und NT in einem Band. Scm R. Brockhaus, 2012, ISBN 3-417-24740-3, S. 195; Thomas Krüger: Das menschliche Herz und die Weisung Gottes: Studien zur alttestamentlichen Anthropologie und Ethik. Theologischer Verlag, Zürich 2009, ISBN 3-290-17535-9, S. 170
2. ↑  Heribert Smolinsky: Jubeljahr II, in: Theologische Realenzyklopädie Band 17: Jesus Christus - Katechismuspredigt. Walter de Gruyter, Berlin 1988, ISBN 3-11-011506-9, S. 282
3. ↑  Christoph Gutknecht: Alle »Jubeljahre« ein Jobeljahr? In: Jüdische Allgemeine. 25. September 2017, abgerufen am 15. Februar 2020.
4. ↑  Martin Honecker: Grundriss der Sozialethik. Walter de Gruyter, Berlin 1995, ISBN 3-11-014474-3, S. 475
5. ↑  Benjamin Uffenheimer: Mythos und Realität im alten Israel. In: Shmuel N. Eisenstadt: Kulturen der Achsenzeit. Band I Ihre Ursprünge und ihre Vielfalt. Teil 1: Griechenland, Israel, Mesopotamien. Übers. v. R. Achlama und G. Schalit. Suhrkamp, Frankfurt am Main 1987, ISBN 3-518-28253-0, S. 214–217
6. ↑  Hans Bardtke: Die Latifundien in Juda während der zweiten Hälfte des achten Jahrhunderts vor Christus. Zum Verständnis von Jes 5,8-10 EU. In: Hommages a Andre Dupont-Sommer. Paris 1971, S. 235–254
7. ↑  Verena Moritz, Hannes Leidinger: Sozialismus.UTB, Stuttgart 2008, [http:books.google.de/books?id=OtL_NNWRqvwC&pg=PA27 S. 27]
8. ↑  Detlev Dormeyer, Folker Siegert, Jacobus Cornelis de Vos: Arbeit in der Antike, in Judentum und Christentum. Lit Verlag, 2006, S. 171
9. ↑  Max Beer: Allgemeine Geschichte des Sozialismus und der sozialen Kämpfe. (1929) Salzwasser-Verlag, 6. Auflage, Nachdruck 2012, S. 36
10. ↑  Frank Crüsemann: Das Alte Testament als Wahrheitsraum des Neuen: Die neue Sicht der christlichen Bibel. Gütersloher Verlagshaus, Gütersloh 2011, ISBN 3-579-08122-5, S. 196
11. ↑  Gabriel Kyo Seon Shin: Die Ausrufung des endgültigen Jubeljahres durch Jesus in Nazaret: eine historisch-kritische Studie zu Lk 4, 16-30. Band 378 von Europäische Hochschulschriften: Theologie. Peter Lang, 1989, ISBN 3-261-04137-4. Sabine Plonz: Himmlisches Bürgerrecht - Liebe zur Welt: Anläufe zu einer dialogisch-politischen Theologie im ökumenischen Kontext. Lembeck, 2007, ISBN 3-87476-535-0, S. 162
12. ↑  Ulrich Busse, Michael Reichardt, Michael Theobald: Erinnerung an Jesus: Kontinuität und Diskontinuität in der neutestamentlichen Überlieferung. Vandenhoeck & Ruprecht, Göttingen 2011, S. 345f.
13. ↑  Cornelis de Vos: Heiliges Land und Nähe Gottes: Wandlungen alttestamentlicher Landvorstellungen in frühjüdischen und neutestamentlichen Schriften. Vandenhoeck & Ruprecht, Göttingen 2012, ISBN 3-525-53583-X, S. 124f.
14. ↑  Wolfgang Stegemann: Jesus und seine Zeit, Kohlhammer, Stuttgart 2010, S. 280
15. ↑  Wolfgang Stegemann: Jesus und seine Zeit, Stuttgart 2010, S. 328
16. ↑  Wolfgang Stegemann: Jesus und seine Zeit, Stuttgart 2010, S. 279
17. ↑  Wolfgang Reinhardt: Das Wachstum des Gottesvolkes. Vandenhoeck & Ruprecht, Göttingen 1995, ISBN 3-525-53632-1, S. 175–177